# Jiří Mucha
Jirí Mucha (Praga, 12 de marzo de 1915- 5 de abril de 1991). Escritor checo, autor de novelas autobiográficas y estudios de arte sobre el trabajo de su padre, el pintor de Art nouveau Alfons Mucha.

## Biografía
Nacido en Praga, se trasladó a París durante la ocupación alemana de Checoslovaquia en septiembre de 1938. Regresó a Praga a la muerte de su padre, pero obtuvo permiso para retornar a París como corresponsal de guerra, y finalmente se desplazó al Reino Unido, uniéndose a la RAF y trabajando para el gobierno checo en el exilio. Volvió a Praga en 1947, pero fue detenido en 1948 por el nuevo gobierno comunista de Checoslovaquia con el cargo de haber servido en el ejército británico durante la Segunda Guerra Mundial. 
Salió de prisión en 1953, dedicándose de lleno a la escritura y a publicaciones para dar a conocer los trabajos de su padre, pasando la mayor parte del tiempo en el extranjero. Estaba en París cuando ocurrió la Revolución de terciopelo en Checoslovaquia, que derrocó el régimen comunista. Entonces, regresó a Praga, falleciendo dos años más tarde, en 1991. 
Tras la caída del régimen comunista en Checoslovaquia, fue elegido presidente del PEN club de Checoslovaquia. Se casó dos veces, la primera en 1940 con la compositora checa Vitezslava Kapralova, y tras la muerte de ésta a los dos meses de la boda, con la también compositora escocesa Geraldine Thomsen, con quien tuvo en 1948 un hijo, John Mucha. De su relación adúltera con Vlasta Plokova, tuvo en 1950 una hija, Jarmila Plokova, que se dedicó al diseño de joyas y objetos decorativos en el estilo de su célebre abuelo.

## Obras
Aparte de los trabajos biográficos sobre su padre, es autor de:
- Amores extraños
- El rostro probable
- El sol frío
- Marieta de noche
- El jardín eterno